# Trifko Grabež
Trifun "Trifko" Grabež (sârbă: Трифко Грабеж) (n. 28 iunie 1895 - d. 21 octombrie 1916) a fost un sârb bosniac, membru al organizației militare secrete Mâna Neagră, implicat în asasinarea de la Sarajevo a Arhiducelui Franz Ferdinand al Austriei. Grabež a murit la 21 octombrie 1916 de tuberculoză, la vârsta de 21.

## Primii ani
Trifko Grabež s-a născul la 28 iunie [S.V. 16 iunie] 1895 în Pale, un mic orășel din estul Bosniei și Herțegovinei. Tatăl său, Đorđe Grabež a fost un preot ortodox sârb. La vârsta de 17 ani, Grabež a fost exmatriculat din școală pentru lovirea unuia dintre profesorii săi.
Grabež și-a părăsit casa și s-a mutat la Belgrad, care în timpul cela facea parte din Regatul sârbilor, croaților și slovenilor. Acolo el a intrat în organizația secretă Mâna Neagră. Următorii doi ani el a petrecut cea mai mare parte din timpul său liber cu alți naționaliști care doreau o uniune între Bosnia și Herțegovina și Serbia.

## Mâna Neagră
Când s-a anunțat că Arhiducele Franz Ferdinand, moștenitorul tronului Imperiului Austro-Ungar, avea de gând să viziteze Bosnia și Herțegovina în luna iunie a anului 1914, Dragutin Dimitrijević, șeful Departamentului de Informații a armatei sârbe și conducătorul organizație Mâna Neagră, a trimis 7 oameni, pe Grabež, Nedeljko Čabrinović, Vaso Čubrilović, Cvjetko Popović, Danilo Ilić, Muhamed Mehmedbašić și Gavrilo Princip la Sarajevo pentru a-l asasina.
Fiecăruia i-a fost dat un revolver sau o bombă și o mică fiolă de cianură. Ei au fost instruiți să se sinucidă după ce arhiducele Franz Ferdinand v-a fi ucis. Pentru colonelul Dimitrijević era important ca ei să nu aibă posibilitatea de a mărturisi cine a organizat asasinatul.
Grabež, Nedjelko Čabrinović și Gavrilo Princip sufereau de tuberculoză și conștientiza că nu vor mai avea mult de trăit, ceilailți patru urându-l pe Franz Ferdinand. Ei au fost, prin urmare, dispuși să-și dea viața pentru ceea ce li se păru o cauză măreață: obținerea independenței Bosniei și Herțegovinei de la Austro-Ungaria.
Nikola Pašić, prim-ministrul Serbiei, a auzit despre complot și a dat instrucțiuni ca Grabež, Princip și Čabrinović să fie arestați, atunci când vor încerca să părăsească țara. Cu toate acestea, ordinele sale nu au fost puse în aplicare și ei au reușit să ajungă în Bosnia și Herțegovina, unde și-a unit forțele cu ceilalți colegi conspiratori, Vaso și Veljko Čubrilović, Muhamed Mehmedbašić, Danilo Ilić și Cvijetko Popović.